# Нюкшинская волость
Ню́кшинская волость (латыш. Ņukšu pagasts) — одна из двадцати пяти территориальных единиц Лудзенского края Латвии. Находится в центре края. Граничит с Пуренской, Иснаудской, Пилдской и Пуренской волостями своего края и со Столеровской волостью Резекненского края. 
Волостным центром является село Нюкши. Расстояния от Нюкши до краевого центра, города Лудза — 10 км.

## Население
По данным переписи населения Латвии 2011 года, из 421 жителя Нюкшинской волости латыши составили  71,50 % (301 чел.), русские —  23,99 % (101 чел.), белорусы —  1,66 % (7 чел.), украинцы —  1,19 % (5 чел.). 